# Glossosoma penitus
Glossosoma penitus är en nattsländeart som beskrevs av Banks 1914. Glossosoma penitus ingår i släktet Glossosoma och familjen stenhusnattsländor. Inga underarter finns listade i Catalogue of Life.